# 日野西国豊
日野西国豊（ひのにし くにとよ、承応2年（1653年）7月10日 - 宝永7年（1710年）7月17日）は、江戸時代前期の公卿。初名は日野西康光。

## 官歴
- 万治3年（1660年）：侍従
- 寛文3年（1663年）：従五位上
- 寛文7年（1667年）：正五位下
- 寛文9年（1669年）：蔵人、権右少弁、正五位上
- 寛文10年（1670年）：右少弁
- 延宝元年（1673年）：左少弁
- 延宝2年（1674年）：右中弁
- 延宝6年（1678年）：従四位上
- 延宝7年（1679年）：正四位下
- 天和元年（1681年）：左中弁
- 天和2年（1682年）：従三位
- 元禄元年（1688年）：正三位、参議
- 元禄3年（1690年）：踏歌節会外弁
- 元禄6年（1693年）：東照宮奉幣使
- 元禄13年（1700年）：従二位
- 宝永元年（1704年）：権中納言
- 宝永3年（1706年）：正二位

## 系譜
- 実父：広橋兼賢
- 養父：日野西光氏
- 子：日野西国賢
- 子：日野西資敬